# プロマヴィア F.1300
プロマヴィア F.1300
ジェット・スクァルス
1988年のファーンボロー国際航空ショーに展示されたプロマヴィア F.1300の試作機
- 用途：練習機
- 設計者：ステリオ・フラティ
- 製造者：プロマヴィア
- 初飛行：1987年4月30日
- 生産数：1機

プロマヴィア F.1300 ジェット・スクァルス（Promavia F.1300 Jet Squalus）は、イタリア人のステリオ・フラティが設計し、ベルギーのプロマヴィア社がベルギー政府の援助を受けて製造したターボファンエンジンを装備した複座の小型練習機である。

## 開発
ジェット・スクァルスは、フラティにより初期の軽量ジェット練習機のF.5 トレントとF.400 コブラを基に設計された。本機は引き込み式降着装置を持つ片持ち式の低翼単葉機であり、搭載するギャレット TFE109-1 ターボファンエンジン用の吸入口は主翼の付け根にあった。主翼下面には武装訓練用に4カ所のハードポイントを備えていた。登録記号「I-SQAL」の試作機は、1987年4月30日に初飛行を行った。

## 運用の歴史
1986年に米国の類似機種フェアチャイルド T-46練習機の開発が破棄されるとTFE109エンジンの開発も中止され、ジェット・スクァルス用の代替エンジンとしてウィリアムズ FJ44が計画された。試作初号機は1988年9月のファーンボロー国際航空ショーに展示されたが、プロジェクトは中止されて1998年にプロマヴィア社は倒産した。飛行しなかった試作2号機は航空会社のパイロット訓練向けに改修される予定であり、未完成の試作3号機は与圧式コックピットになる予定であった。

## 要目
Jane's All The World's Aircraft 1993–94 
- 乗員：2名
- 全長：9.36 m (30 ft 8½ in)
- 全幅：9.04 m (29 ft 8 in)
- 全高：3.60 m (11 ft 9¾ in)
- 翼面積：13.58 m² (146.2 ft²)
- 翼面荷重：
- 空虚重量：1,300 kg (2,866 lb)
- 全備重量：2,000 kg (4,409 lb)
- 馬力重量比：
- エンジン：1 × ギャレット TFE109-1 ターボファンエンジン、5.92 kN (1,330 lbf)
- 最大速度：519 km/h (322 mph)
- 巡航速度：482 km/h (299 mph)
- 巡航高度：11,275 m (37,000 ft)
- 航続距離：1,850 km (1,150[3] miles)
- 上昇率：12.7 m/s (2,500 ft/min)
- 武装：
  - 4 × 主翼下ハードポイント、各150 kg (330 lb) の許容荷重